# Liste der Baudenkmale in Mescherin
In der Liste der Baudenkmale in Mescherin sind alle Baudenkmale der brandenburgischen Gemeinde Mescherin und ihrer Ortsteile aufgelistet. Grundlage ist die Veröffentlichung der Landesdenkmalliste mit dem Stand vom 31. Dezember 2022.

## Baudenkmale in den Ortsteilen
In den Spalten befinden sich folgende Informationen:
- ID-Nr.: Die Nummer wird vom Brandenburgischen Landesamt für Denkmalpflege vergeben. Ein Link hinter der Nummer führt zum Eintrag über das Denkmal in der Denkmaldatenbank. In dieser Spalte kann sich zusätzlich das Wort Wikidata befinden, der entsprechende Link führt zu Angaben zu diesem Denkmal bei Wikidata.
- Lage: die Adresse des Denkmales und die geographischen Koordinaten. Link zu einem Kartenansichtstool, um Koordinaten zu setzen. In der Kartenansicht sind Denkmale ohne Koordinaten mit einem roten beziehungsweise orangen Marker dargestellt und können in der Karte gesetzt werden. Denkmale ohne Bild sind mit einem blauen bzw. roten Marker gekennzeichnet, Denkmale mit Bild mit einem grünen beziehungsweise orangen Marker.
- Bezeichnung: Bezeichnung in den offiziellen Listen des Brandenburgischen Landesamtes für Denkmalpflege. Ein Link hinter der Bezeichnung führt zum Wikipedia-Artikel über das Denkmal.
- Beschreibung: die Beschreibung des Denkmales
- Bild: ein Bild des Denkmales und gegebenenfalls einen Link zu weiteren Fotos des Baudenkmals im Medienarchiv Wikimedia Commons

### Mescherin
| ID-Nr.            | Lage                       | Bezeichnung | Beschreibung | Bild           |
| ----------------- | -------------------------- | ----------- | ------------ | -------------- |
| 09130915          | Fischerstraße 1 (Lage)     | Wohnhaus    |              | Wohnhaus       |
| 09130555 Wikidata | Obere Dorfstraße 39 (Lage) | Kirche      |              | weitere Bilder |

### Neurochlitz
| ID-Nr.   | Lage       | Bezeichnung                               | Beschreibung | Bild                      |
| -------- | ---------- | ----------------------------------------- | --- | ------------------------- |
| 09130556 | B 2 (Lage) | Meilensäule, bei km 420,8                 | Der Meilenstein an der Kreuzung der Bundesstraße 2 mit der Bundesstraße 113 trägt die Aufschrift XV Meilen bis Berlin. Der Stein aus Granit stammt aus den 1820er Jahren. Er steht auf dem Gebiet der Gemarkung Neurochlitz, wird aber in den Listen teilweise direkt unter Mescherin genannt. | Meilensäule, bei km 420,8 |
| 09130575 | B 2 ()     | Viertelmeilensäulen, bei km 420 und 422,3 | | ein Bild hochladen        |

### Radekow
| ID-Nr.                           | Lage                          | Bezeichnung                             | Beschreibung | Bild                                 |
| -------------------------------- | ----------------------------- | --------------------------------------- | ------------ | ------------------------------------ |
| 09130597                         | Alt-Radekower Straße 6 (Lage) | Gutsanlage mit Gutshaus und Gutspark    |              | Gutsanlage mit Gutshaus und Gutspark |
| 09131821 Teilobjekt zu: 09130597 | Alt-Radekower Straße 6 (Lage) | Gutshaus                                |              | BW                                   |
| 09131822 Teilobjekt zu: 09130597 | Alt-Radekower Straße 6 (Lage) | Gutspark                                |              | BW                                   |
| 09130596 Wikidata                | Lindenstraße (Lage)           | Kirche und Kirchhof mit Kirchhofsportal |              | weitere Bilder                       |
| 09131184 Teilobjekt zu: 09130596 | Lindenstraße (Lage)           | Kirchhof / Friedhof                     |              | BW                                   |

### Rosow
| ID-Nr.                           | Lage                 | Bezeichnung                                                                                     | Beschreibung | Bild               |
| -------------------------------- | -------------------- | ----------------------------------------------------------------------------------------------- | --- | ------------------ |
| 09130604                         | B 2 ()               | Halbmeilensäule, bei km 424,2                                                                   | | ein Bild hochladen |
| 09130233                         | Dorfstraße 27 (Lage) | Kirche, Kirchhofsmauer mit zwei Portalen sowie Schul- und Küsterwohnhaus mit Wirtschaftsgebäude | Die Kirche ist ein Feldsteinbau aus der 2. Hälfte des 13. Jahrhunderts. Die mittelalterliche Feldsteinkirche in Rosow wird im Jahre 1243 als Bestandteil des Zisterzienserklosters in Stettin genannt, in dessen Besitz sie bis zur Reformation blieb. Reste des Verputzes von 1748 sind an der Kirche noch erkennbar. | weitere Bilder     |
| 09131646 Teilobjekt zu: 09130233 | Dorfstraße 27 (Lage) | Dorfschule & Kusterhaus                                                                         | | BW                 |
| 09131093 Teilobjekt zu: 09130233 | Dorfstraße 27 (Lage) | Stall                                                                                           | | BW                 |

### Staffelde
| ID-Nr.   | Lage                      | Bezeichnung                 | Beschreibung                                                                 | Bild                        |
| -------- | ------------------------- | --------------------------- | ---------------------------------------------------------------------------- | --------------------------- |
| 09130558 | Zur Lindenallee 12 (Lage) | Wohnhaus                    | massiver eingeschossiger Klinkerbau mit Krüppelwalmdach; erbaut im Jahr 1916 | Wohnhaus                    |
| 09130557 | Zur Lindenallee 13 (Lage) | Kirche und Mühle (Speicher) |                                                                              | Kirche und Mühle (Speicher) |